# West 8
Pour les articles homonymes, voir West.
West 8 urban design & landscape architecture est une agence hollandaise fondée en 1987 par Adriaan Geuze associé à Edzo Bindels, Martin Biewenga, Jerry van Eyck et Theo Reesink. Cette agence, située à Rotterdam, est formée d’architectes paysagistes et d’urbanistes. West 8 a réalisé de nombreux projets qui comprennent places publiques, plan d’urbanisme, parcs et jardins. La philosophie de West 8 est tournée vers le paysage contemporain dans lequel elle cherche à exprimer la vulnérabilité et l’euphorie de la culture de masse. Paysage, infrastructures, nature, archéologie se fondent pour former une structure vitale à l’intérieur de la ville. L’intention affirmée de West 8 est de concevoir des typologies d’édifices en harmonie avec le paysage et avec l’espace public. Leur démarche écologique avant l’heure est récompensée en 2014 par un Global Award for Sustainable Architecture. 
Adriaan Geuze (né en 1960) a obtenu un master en architecture du paysage à l’université de Wageningue en 1987. Il a été choisi comme directeur de la 2e Biennale Internationale d’Architecture Hollandaise ; celle-ci se tiendra a Rotterdam en 2005 avec pour thème l’Eau. 

## Principales réalisations

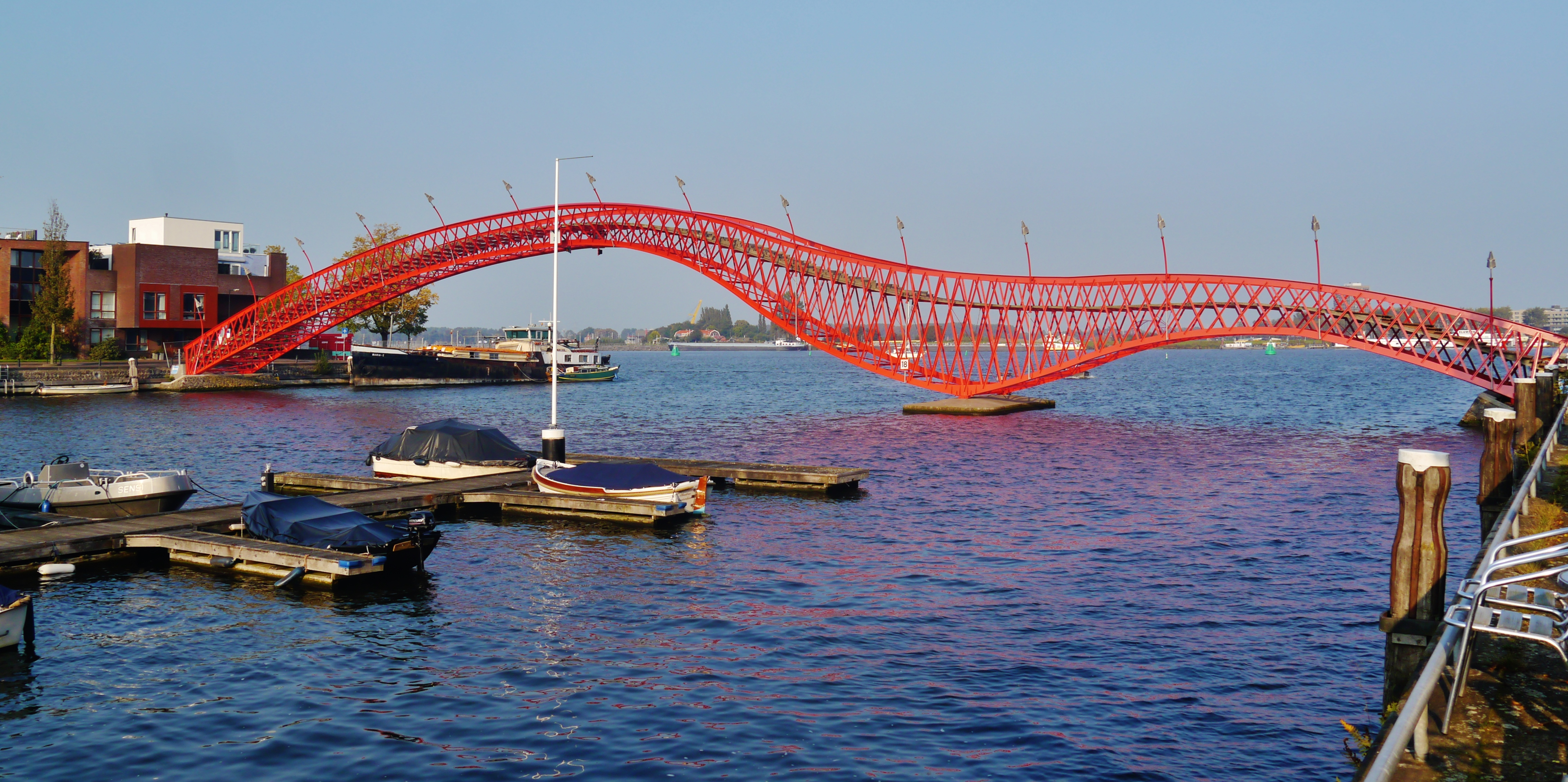
Le pont Python, passerelle à Amsterdam (2001).

- Visserijplein, Rotterdam, 1990-1995
- Duindoornstad, Rotterdam 2045 Manifestation, 1995
- Place publique Schouwburgplein, Rotterdam, 1991-1996
- Plan d'urbain Borneo/Sporenburg, Amsterdam, 1993-1997
- Carrascoplein, Amsterdam, 1997-1998
- Jardin Interpolis Headquarters, Tilbourg, 1997-1998
- Passerelle pédestre et boulevard, Emmen, 1996-2001
- Kanaaleiland, Bruges, 2001-2002
- One North Park, Singapour, 2002-2006
- Jardin de Sculptures, Musée Kroller-Muller Museum, Otterloo, 1995-2007
- Parc Chiswick, Londres, 1999-2008
- Pont du Vlaardingse Vaar, Flardingue, 2005-2009
- Parc Maxima, autrefois Parc Leidsche Rijn, Utrecht, 1997-continue
- Parc Strijp S, Eindhoven, 2001-continue
- Leerpark, Dordrecht, 2004-continue
- Jubilee Gardens, Londres, 2005-continue
- Place Gambetta, Bordeaux, 2016-2020 (réaménagement)[2]